# Petit Bé
Petit Bé (auch Petit Bey) ist eine Gezeiteninsel (französisch Île-de-marée) im Ärmelkanal vor Saint-Malo, die bei Ebbe vom Festland aus über ihre Nachbarinsel Grand Bé zugänglich ist.
Zwischen 1689 und 1697 wurde auf Petit Bé das Fort du Petit Bé errichtet. Es gehört zum von Sébastien Le Prestre de Vauban entworfenen Befestigungsring um Saint-Malo. Das Fort steht seit 1921 als monument historique unter Denkmalschutz. Die unter Leitung des Ingenieurs Siméon Garangeau erbaute Anlage besteht aus einer ovalen ummauerten Geschützplattform und einem zweigeschossigen Blockhaus auf der zum Hafen gelegenen Ostseite der Anlage. Die Eingangsseite des Blockhauses wird von zwei für Musketen eingerichteten Bastionen geschützt. 1697 war das Fort mit 15 Kanonen und 177 Soldaten besetzt, deren Quartiere sich in den Kasematten unterhalb der Geschützplattform befanden. 

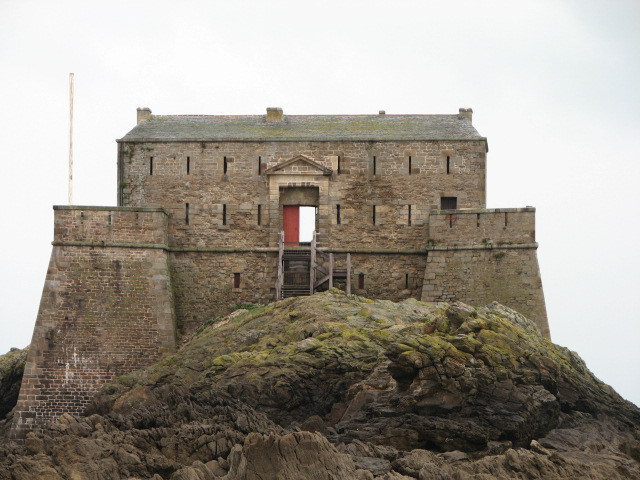
Fort du Petit Bé
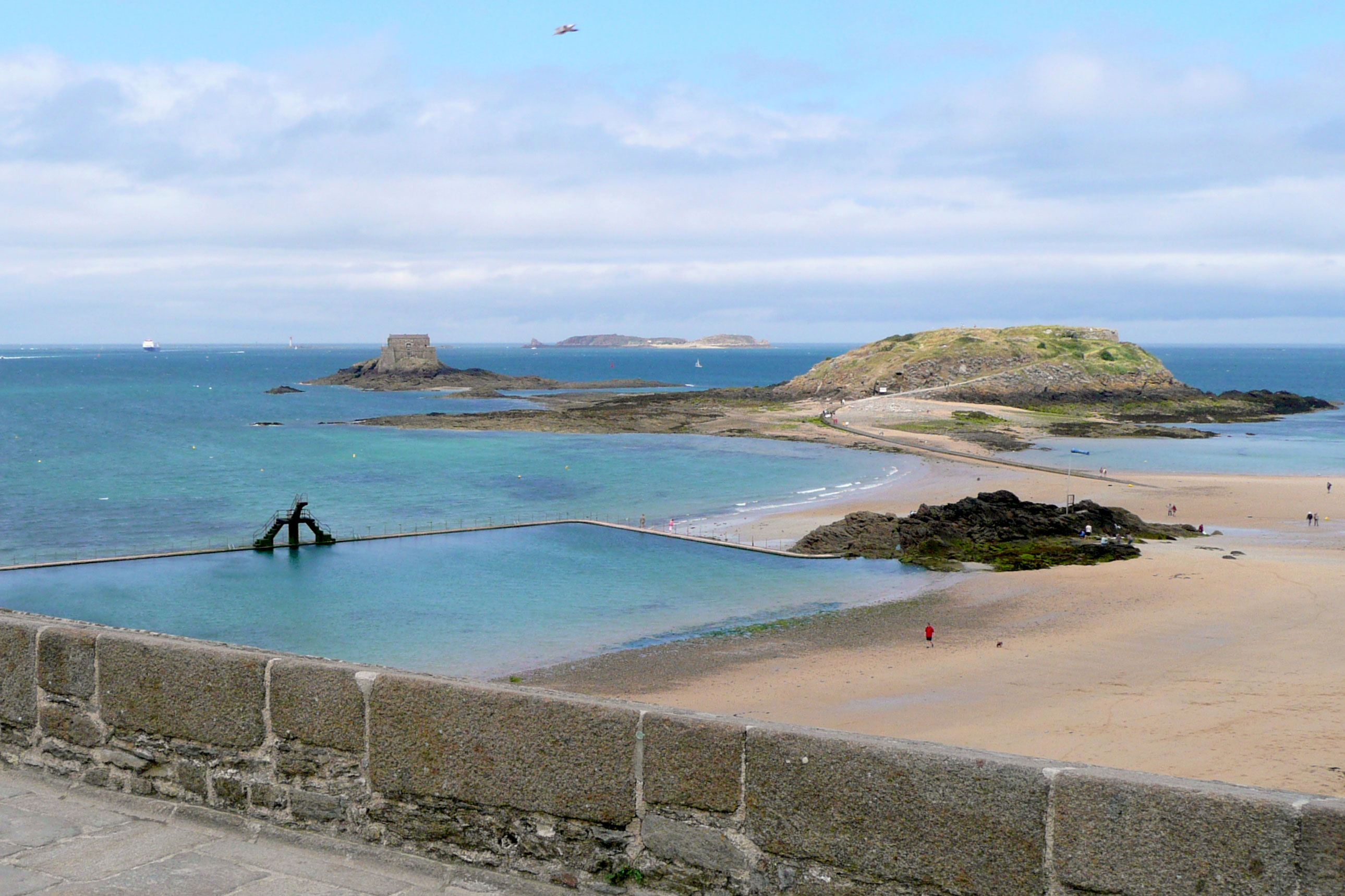
Sicht auf Grand und Petit Bé
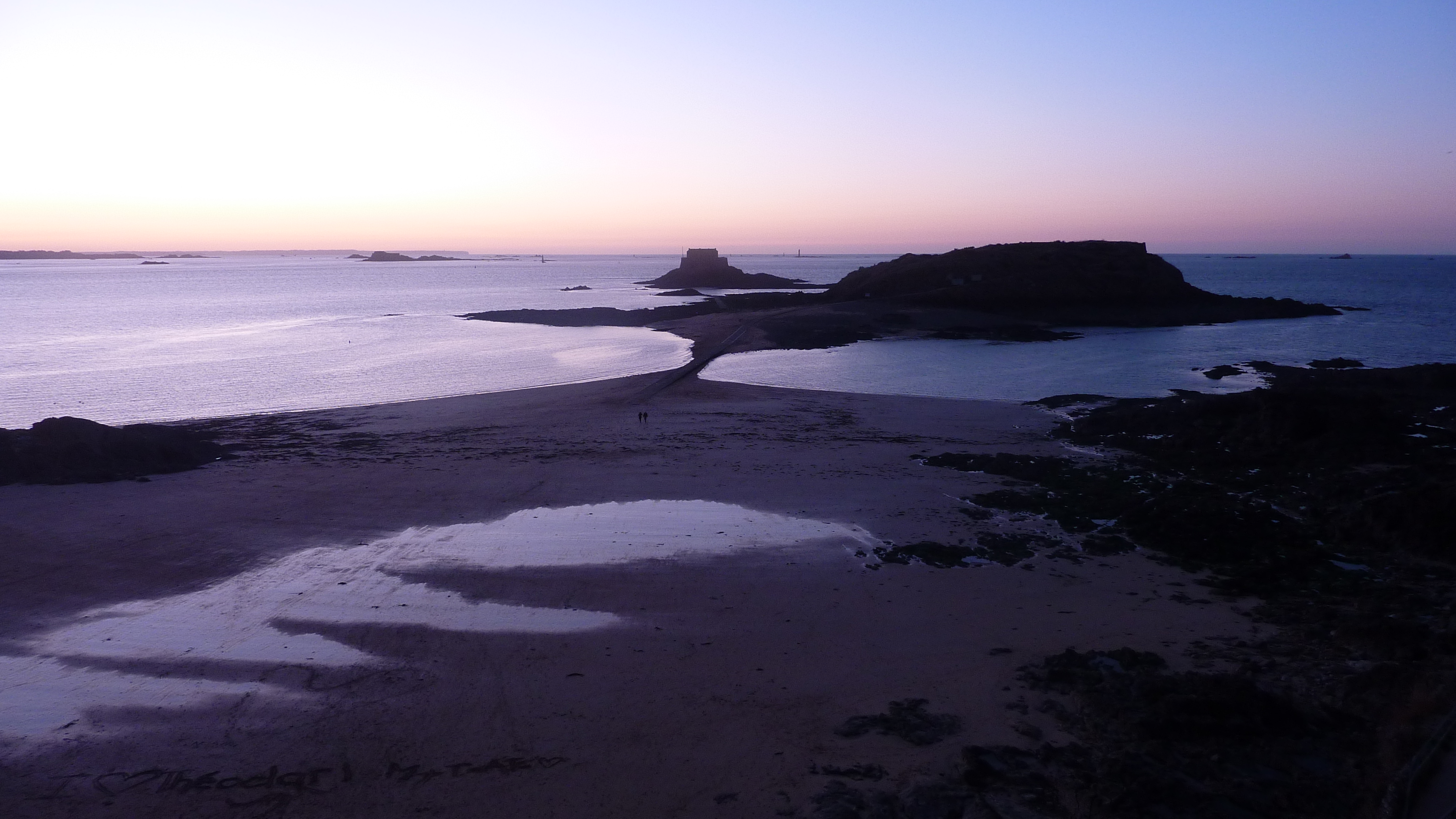
Beide Inseln bei Sonnenuntergang